# ウクレレ PAITITI THE MOVIE
『ウクレレ PAITITI THE MOVIE』（ウクレレ パイティティ・ザ・ムービー）は、2010年9月18日公開の日本映画。

## 概要
洞口依子と石田英範のウクレレ漫遊楽団『パイティティ』の、結成から10年目にあたる2008年の活動を追ったゆるゆる音楽ドキュメンタリー映画。監督は原口智生。
ビデオクリップやライブ映像、インタビューなどで構成され、『ウクレレ・ランデヴー』PV制作に始まり、2008年7月6日の沖縄ツアーでの演奏しながらの平和通り練り歩きや、8月1日の渋谷ジャズクラブ『JZ Brat』での単独ライブ、8月9日のイベント『ウクレレ・ピクニック』などの模様が収録。インタビューは黒沢清や関口和之、當間早志など。
2009年11月13日に『洞口依子映画祭』でプレミアム上映。2010年9月18日から渋谷・UP LINK Xで2週間限定公開のほか、10月2日より沖縄・桜坂劇場で1週間限定公開。9月29日にはDVDが発売、10月1日よりレンタル開始。
キャッチコピーは「これはウクレレに魅せられたオトナの『おもちゃの缶詰』」。

## 出演者
- Paititi（パイティティ）
  - 洞口依子（ウクレレ、ボーカル）
  - 石田英範（ウクレレ、ボーカル）
- 黒沢清（映画監督）
- 関口和之（ウクレレ愛好家）
- 當間早志（映画監督）
- 巻上公一（ヒカシュー）
- 伊藤薫（舞台監督、パーカッション）
- 武富良実（美術監督、ジョーズ・ハーブ、口琴）
- ファルコン（サイド・ウクレレ、ギター）
- 坂出雅海（ウクレレ・ゴムゴム・ベース）
- yoshio & 深華（パヤッパヤーズ）
- ブラハ（ベリーダンス）
- キャスっ仔
- 倉井夏樹
- クリストファー・ハーディー
- 中西俊博（ヴァイオリン）

## スタッフ
- 企画・構成・監督 - 原口智生
- 編集・監督補 - 本田吉孝
- CGI監督 - 早川哲司
- 撮影 - 高橋義仁
- 照明 - 田村文彦
- 美術 - 磯見俊裕
- 音楽 - 石田英範
- 特殊メイク - 森田誠
- 協力 - 東京藝術大学大学院映像研究科、鳥越事務所
- エグゼクティヴ・プロデューサー - 高橋信彦
- 製作 - ジェマティカ・レコーズ
- 制作 - 中洲プロ
- 販売元 - バウンディ

## ウクレレユニット『パイティティ』
ウクレレ愛好家でもある関口和之からの導きから始まった、女優である洞口依子と映像作家である石田英範が組んだユニット。ネーミングはアマゾンジャングルの理想郷『パイティティ』から。1998年結成。2004年に洞口依子が子宮頸がんを発症し活動休止、2005年から洞口依子は芸能&音楽活動を再開。2010年8月28日にはライブ『ユクレレ ウクレレ Paititi Live』を実施。

### アルバムリリース
- 1stマキシシングル『MacGuffin』（2007年3月10日発売、品番HLR20071）

1. Bon Appetit!
2. MacGuffin
3. Icecream Blues

- 1stアルバム『Paititi』（2008年7月9日発売、品番RSCG-1041）

1. Deux Paris
2. Theme of PAITITI Airlines
3. Picnic
4. Ukulele Rendezvous
5. Sugar Time
6. The Song for Sleep Rat
7. Chocolat PAITITI
8. Clockwork Dollhouse
9. Chachacha Island
10. Lovely Garden
11. Bon Appetit